# System 6
System Software 6 ("Software del Sistema") fue una versión del Mac OS, desarrollado por Apple para ordenadores Apple Macintosh, a fines de los años 1980s. Fue reemplazado por el System 7.

## Multitarea
En 1985 debutó Macintosh con aplicaciones multitarea. Con una aplicación llamada Switcher creado por Andy Hertzfeld, este permitió correr varias aplicaciones a su vez. De cualquier forma se estaba comenzando y se tenían muchos errores, algunos programas y características no funcionaban adecuadamente con Switcher, esto hizo que no fuera incluido en el sistema operativo, pero esto le dio ideas a Apple para incorporar esta característica. Y lanzar una aplicación llamada MultiFinder separada del sistema operativo. El MultiFinder debutó originalmente con el System 5.
La característica Multitarea era opcional en el System 6 podía iniciar con el Finder o con el MultiFinder eso como lo dispusiera el usuario.

## Diferencias
System Software 6 con MultiFinder se diferenciaba del 7 en la siguiente manera:
- System 6 fue el último sistema operativo de Apple escrito en lenguaje ensamblador. System 7 ya fue escrito en C.

- System 6 soportaba solo 24 bits de memoria direccionada, permitía un máximo de 8 megabytes de RAM y no tenía soporte para memoria virtual.

- En System 6, cualquier cosa se podía arrastrar, un archivo o un directorio, fuera o dentro del escritorio, pero no se podían guardar archivos directamente en el escritorio.

- Archivo "Abrir", "Guardar", y "Guardar como..." y cajas de diálogo podían rotarse a donde se deseara.

- El menú Apple no fue ampliamente editable hasta el System 7.

- El Panel de Control "The Control Panel", se encontraba como un accesorio en el Escritorio, pero ya en el System 7 se le conoció como Panel de Control "Control Panel".

## Compatibilidad
| Modelo de Macintosh        | Dato del modelo | 6.0.8      | 6.0.7    | 6.0.5    | 6.0.4 | 6.0.3 | 6.0.2 |
| -------------------------- | --------------- | ---------- | -------- | -------- | ----- | ----- | ----- |
| 128K                       | 1984            | No         | No       | No       | No    | No    | No    |
| 512K                       | 1984            | No         | No       | No       | No    | No    | No    |
| 512Ke                      | 1986            | Sí         | Sí       | Sí       | Sí    | Sí    | Sí    |
| XL/Lisa                    | 1985            | No         | No       | No       | No    | No    | No    |
| Plus                       | 1986            | Sí         | Sí       | Sí       | Sí    | Sí    | Sí    |
| SE                         | 1987            | Sí         | Sí       | Sí       | Sí    | Sí    | Sí    |
| SE/30                      | 1989            | Sí         | Sí       | Sí       | Sí    | Sí    | Sí    |
| Classic                    | 1990            | Sí         | Sí       | No       | No    | Sí    | No    |
| Classic II                 | 1991            | Sí: 6.0.8L | No       | No       | No    | No    | No    |
| Portable                   | 1989            | Sí         | Sí       | Sí       | Sí    | No    | No    |
| II                         | 1987            | Sí         | Sí       | Sí       | Sí    | Sí    | Sí    |
| IIx                        | 1988            | Sí         | Sí       | Sí       | Sí    | Sí    | Sí    |
| IIcx                       | 1989            | Sí         | Sí       | Sí       | Sí    | Sí    | No    |
| IIci                       | 1989            | Sí         | Sí       | Sí       | Sí    | No    | No    |
| IIfx                       | 1990            | Sí         | Sí       | Sí       | No    | No    | No    |
| IIsi                       | 1990            | Sí         | Sí       | No       | No    | No    | No    |
| LC                         | 1990            | Sí         | Sí       | No       | No    | No    | No    |
| LC II                      | 1992            | Sí         | No       | No       | No    | No    | No    |
| Quadra 700                 | 1991            | No         | No       | No       | No    | No    | No    |
| Quadra 900/950             | 1991/1992       | No         | No       | No       | No    | No    | No    |
| PowerBook 100              | 1991            | Sí: 6.0.8L | limitado | limitado | No    | No    | No    |
| PowerBook 140 145/145B/170 | 1991/1992/1993  | No         | No       | No       | No    | No    | No    |

- Datos: Q420785